# Le chant de Mallory
«Le chant de Mallory» —en español: «El canto de Mallory»— es una canción compuesta por André Popp e interpretada en francés por Rachel. Se lanzó como sencillo en 1964 mediante Barclay. Fue elegida para representar a Francia en el Festival de la Canción de Eurovisión de 1964 mediante la elección interna de la emisora francesa RTF.

## Festival de la Canción de Eurovisión 1964
Esta canción fue la representación francesa en el Festival de Eurovisión 1964. La orquesta fue dirigida por Franck Pourcel. André Popp y Pierre Cour, autores de la canción, también compusieron la canción «Tom Pillibi», la cual le dio la victoria a Francia en 1960, y compusieron «L'amour est bleu» en 1967, mundialmente conocida como «Love Is Blue».
La canción fue interpretada 7ª en la noche del 21 de marzo de 1964 por Rachel, precedida por Austria con Udo Jürgens interpretando «Warum nur, warum?» y seguida por Reino Unido con Matt Monro interpretando «I Love the Little Things». Al final de las votaciones, la canción había recibido 14 puntos, y quedó en cuarto puesto de un total de 16 empatando con Luxemburgo.
Fue sucedida como representación francesa en el Festival de 1965 por Guy Mardel con «N'avoue jamais».

## Letra
En la canción, la intérprete le pide que cante de nuevo la canción que solía cantarle, y recuerda su pasado y cómo se enamoraron. El nombre «Mallory» se refiere a Michael Mallory, un soldado británico y francés que fue a luchar a Irlanda, teniendo que dejar atrás a su esposa.

## Formatos
| Francia, Canadá, Dinamarca y Países Bajos - Disco de vinilo 7" |                        |          |  |
| N.º                                                            | Título                 | Duración |  |
| 1.                                                             | «Le chant de Mallory»  | 2:22     |  |
| 2.                                                             | «L'eau sous les ponts» | 2:27     |  |

| Francia, España y Portugal - EP |                        |          |  |
| N.º                             | Título                 | Duración |  |
| 1.                              | «Le chant de Mallory»  | 2:22     |  |
| 2.                              | «Feu de bois»          |          |  |
| 3.                              | «Mon cœur»             |          |  |
| 4.                              | «L'eau sous les ponts» | 2:27     |  |

## Créditos
- Rachel: voz
- André Popp: composición
- Pierre Cour: letra
- André Popp et son orchestre: instrumentación, orquesta
- Vogue Schallplatten: compañía discográfica

Fuente:

## Posicionamiento en listas
| País    | Lista                                | Mejor posición |      |
| 1964    | 1964                                 | 1964           | 1964 |
| ------- | ------------------------------------ | -------------- | ---- |
| Francia | Institut français d'opinion publique | 13             |      |

## Historial de lanzamiento
| Región       | Fecha | Formato                    | Discográfica    | Ref.   |
| ------------ | ----- | -------------------------- | --------------- | ------ |
| Francia      | 1964  | Disco de vinilo 7", 45 RPM | Barclay Records | [ 1 ]  |
| Francia      | 1964  | EP                         | Barclay Records | [ 13 ] |
| Canadá       | 1964  | Disco de vinilo 7"         | Barclay Records | [ 17 ] |
| Dinamarca    | 1964  | Disco de vinilo 7"         | Barclay Records | [ 11 ] |
| España       | 1964  | EP                         | Barclay Records | [ 14 ] |
| Países Bajos | 1964  | Disco de vinilo 7", 45 RPM | Barclay Records | [ 12 ] |
| Portugal     | 1964  | EP                         | Barclay Records | [ 15 ] |